# Teague, Texas
Teague là một thành phố thuộc quận Freestone, tiểu bang Texas, Hoa Kỳ. Năm 2010, dân số của xã này là 3560 người.

## Dân số
- Dân số năm 2000: 4557 người.
- Dân số năm 2010: 3560 người.